# Champ aléatoire de Markov
Un champ aléatoire de Markov est un ensemble de variables aléatoires vérifiant une propriété de Markov relativement à un graphe non orienté. C'est un modèle graphique. 

## Définition
Soit {\displaystyle G=(V,E)} un graphe non orienté et {\displaystyle X=\{X_{i}\}_{i\in V}} un ensemble de variables aléatoires indexé par les sommets de {\displaystyle G}. On dit que {\displaystyle X}  est un champ aléatoire de Markov relativement à {\displaystyle G} si une des trois propriétés suivantes est vérifiée
- {\displaystyle X_{u}\perp \!\!\!\perp X_{v}\mid X_{V\setminus \{u,v\}},\forall (u,v)\notin E} , c'est-à-dire que deux variables aléatoires dont les sommets associés ne sont pas voisins dans le graphe {\displaystyle G} sont indépendantes conditionnellement à toutes les autres variables.
- {\displaystyle X_{u}\perp \!\!\!\perp X_{V\setminus cl(u)}\mid X_{V\setminus \partial u}}, avec {\displaystyle \partial u} l'ensemble des voisins de {\displaystyle u} et {\displaystyle cl(u)=\{u\}\cup \partial u}. C'est-à-dire qu'une variable est indépendante de toutes les autres conditionnellement à son voisinage.
- {\displaystyle X_{A}\perp \!\!\!\perp X_{B}\mid X_{S}}, lorsque {\displaystyle S} sépare {\displaystyle A} et {\displaystyle B}: c'est-à-dire que tout chemin d'un sommet de {\displaystyle A} vers un sommet de {\displaystyle B} passe par un sommet de {\displaystyle S}.

Il existe des conditions sous lesquelles ces trois propriétés sont équivalentes mais ce n'est cependant pas toujours le cas. Par exemple, dans le cas où la loi de {\displaystyle X} admet une densité continue et strictement positive par rapport à une mesure les trois propriétés ci-dessus sont équivalentes. Dans le cas où les variables aléatoires sont discrètes la stricte positivité de la loi suffit donc. 

## Utilisation
Les champs de Markov sont utilisés, entre autres, pour la classification en fouille de données spatiales,, l'analyse d'images, la prédiction du trafic automobile, pour la cartographie des risques épidémiologiques.